# Bento António Gonçalves

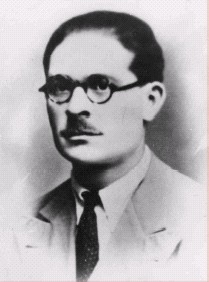
Bento António Gonçalves.

Bento António Gonçalves (* 2. März 1902 in Fiães do Rio, Montalegre; † 2. September 1942 in Tarrafal, Kapverden) war ein portugiesischer kommunistischer Politiker. Er war von 1929 bis zu seinem Tode 1942 Generalsekretär der Portugiesischen Kommunistischen Partei (PCP).
Über seine Jugend ist nicht viel bekannt. Von 1924 bis 1926 lebte er in Luanda in der damaligen portugiesischen Kolonie Angola, wo er für eine Eisenbahngesellschaft tätig war, und sich gewerkschaftlich betätigte. Nach seiner Rückkehr nach Portugal wurde er Mitglied der Gewerkschaft der Marinearbeiter und reiste 1927 als Teil der portugiesischen Delegation zu den Feierlichkeiten anlässlich des zehnten Jahrestages der Oktoberrevolution nach Moskau. 1928 trat er der Portugiesischen Kommunistischen Partei bei, 1929 wurde er ins ZK und zu seinem Generalsekretär gewählt.
Bereits 1926 hatte ein Putsch die erste portugiesische Republik beseitigt. An ihre Stelle trat eine Militärdiktatur, die sich zunehmend zu einem autoritär-faschistoiden Ständestaat, dem Estado Novo unter der Führung Salazars entwickelte. Die Estado Novo ließ nur eine Einheitspartei zu, alle politischen Richtungen, die nicht mit Salazar übereinstimmten, wurden vom Staat und seiner Geheimpolizei verfolgt.
Die Kommunistische Partei war dabei besonders starker Verfolgung ausgesetzt. 1930 wurde Gonçalves zum ersten Mal verhaftet und ins Exil auf die Azoren, später nach Kapverden verbracht. Er kehrte 1933 nach Portugal zurück und ging in den Untergrund. Im gleichen Jahr reiste er nach Madrid, wo er Kontakte zur Kommunistischen Partei Spaniens und der Kommunistischen Internationale (Komintern) knüpfte. 1935 reiste er zum siebten Kongress der Komintern nach Moskau. Bei seiner Rückkehr wird er erneut verhaftet und in das Internierungslager in Tarrafal auf den Kapverden, damals ebenfalls eine portugiesische Kolonie, eingewiesen, wo er 1942 den Folterungen erlag.